# Ercan Özkuru
Ercan Özkuru es un deportista alemán que compitió en taekwondo. Ganó una medalla de bronce en el Campeonato Europeo de Taekwondo de 1992, en la categoría de –70 kg.

## Palmarés internacional
| Campeonato Europeo | Campeonato Europeo | Campeonato Europeo | Campeonato Europeo |
| Año                | Lugar              | Medalla            | Categoría          |
| ------------------ | ------------------ | ------------------ | ------------------ |
| 1992               | Valencia (España)  | Medalla de bronce  | –70 kg             |